# Kocie Skały (Tatry)
Kocie Skały (właściwie: Kocie Dziury, słow. Mačacie diery lub Mačie diery, 1180 m n.p.m.) – niepozorny szczyt oraz grupa skał w masywie Osobitej w słowackich Tatrach Zachodnich. Zarówno szczyt, jak i skały wznoszą się nad Polaną Brestową w Dolinie Zuberskiej, w długim zachodnim grzbiecie Osobitej, który poprzez Okolik i Kocie Skały opada do Maniowej Przehyby.

## Nazwa
Nazwę Kocie Skały podaje polska mapa wydawnictwa „Polkart” – zapewne w oparciu o „Wielką Encyklopedię Tatrzańską”, gdzie jednak nazwa ta występuje jedynie na mapce na s. 859 i to bez przyporządkowania do konkretnego obiektu.
Ludowego pochodzenia jest nazwa Kocie Dziury (Mačie diery), ale odnosi się ona nie do szczytu, lecz do skupiska wapienno-dolomitowych skał na jego północnych i zachodnich stokach, obejmowanych obecnie przez rezerwat przyrody. Tym nie mniej występuje ona jako nazwa zarówno grupy skał, jak i szczytu na słowackich mapach turystycznych papierowych (w formie Mačacie diery) oraz internetowych (w formie Mačie diery).
Przewodnik Tatry Zachodnie. Słowacja Kunickiego i Szczerby z 1992 r. podaje dla szczytu nazwę Hamor, jednak w kolejnej mutacji opracowania z 1999 r. nazwa ta już się nie pojawia: szczyt pozostaje nienazwany, jedynie skały noszą nazwę Kocie Dziury.

## Charakterystyka
Wierzchołek Kocich Skał jest zalesiony, ale u ich południowych podnóży istnieją trawiaste obszary. Ich południowe stoki opadają do Doliny Zuberskiej, północne do Doliny Zimnej (odnoga Doliny Błotnej). Na zachodnich stokach utworzono Rezerwat przyrody Mačie diery. Ma on powierzchnię 45,63 ha i chroni oryginalne wapienno-dolomitowe skały oraz bogatą florę roślin wapieniolubnych.

## Przypisy

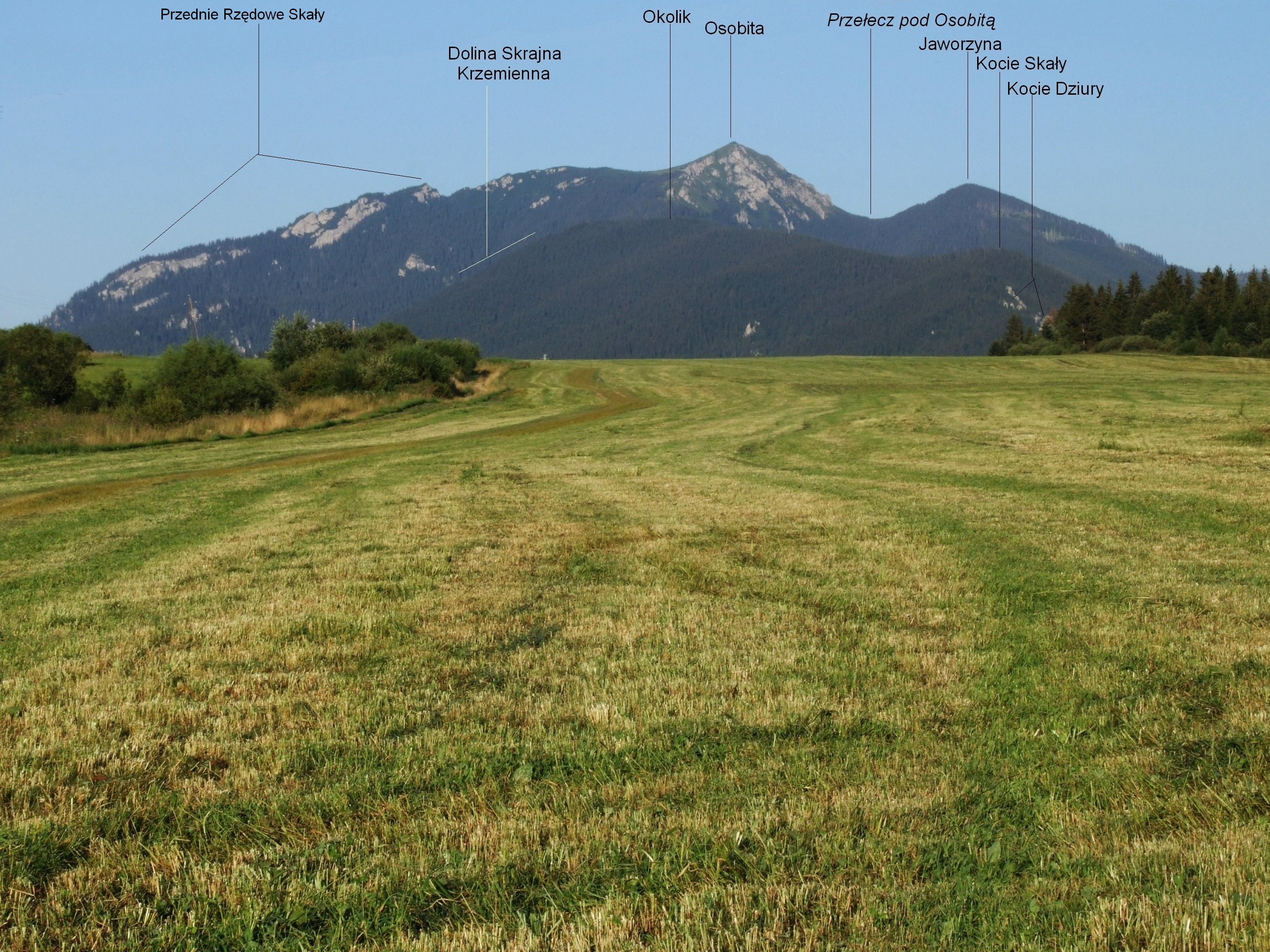
Masyw Osobitej z Kocimi Skałami